# سیارک ۳۸۴۱
سیارک ۳۸۴۱ (به انگلیسی: 3841 Dicicco، نامگذاری:1983VG7) سه هزار و هشتصد و چهل و یکمین سیارک کشف شده‌است که در ۴ نوامبر ۱۹۸۳ کشف شد.
قدر مطلق سیارک برابر ۱۳٫۳۰ است.